# Andy Carroll
Andrew Thomas Carroll, detto Andy Carroll (Gateshead, 6 gennaio 1989), è un calciatore inglese, attaccante del Dag & Red.

## Biografia
Nato a Gateshead, nel nord-est dell'Inghilterra, Carroll ha frequentato la Joseph Swan School prima di diventare un calciatore.

## Caratteristiche
È un attaccante mancino dotato di una spiccata fisicità e molto abile nel colpo di testa.
Il suo rendimento è stato spesso condizionato dagli infortuni e da comportamenti scorretti.

## Carriera

### Club

#### Gli inizi, Newcastle
Carroll inizia la sua carriera calcistica nell'Accademia di Joseph Swan School a Gateshead, sua città natale.
Nella stagione 2005-2006 viene ingaggiato dal Newcastle ed inizia la sua carriera Magpies nelle giovanili. Segna il suo primo gol con le riserve contro il Sunderland, il 3 aprile 2006. Esordisce in prima squadra, diventando il più giovane esordiente nelle coppe europee, all'età di 17 anni, nell'1-0 di Coppa UEFA a Palermo contro la squadra siciliana il 2 novembre 2006. Quindi, in aprile, firma un nuovo contratto che lo terrà a St. James' Park fino al 2011.
Gioca gran parte della stagione 2006-2007 con le riserve, ma le sue ottime prestazioni e gli 8 gol messi a segno gli permettono innanzitutto di vincere la classifica cannonieri delle riserve, e successivamente di esordire in prima squadra. Il 29 luglio 2007 mette a segno il suo primo gol di alto livello in un'amichevole giocata contro la Juventus al St. James' Park.
Nella stagione 2007-2008 va in prestito al Preston, ma soltanto fino al 1º gennaio 2008. Il suo primo gol per il Preston arriva il 6 novembre 2007 contro il Leicester City. In quell'anno Carroll riesce a collezionare ben 12 presenze. All'inizio della sessione di gennaio dello stesso anno torna al Newcastle, ma non convince a sufficienza l'allenatore, Kevin Keegan, che lo lascia ancora nelle riserve. In seconda squadra Carroll stupisce nuovamente, mettendo a segno una tripletta contro il Middlesbrough.
Nella stagione successiva l'allenatore Joe Kinnear decide di portarlo in prima squadra. Non accumula un gran numero di presenze, ma alla prima partita da titolare contro il West Ham, il 10 gennaio 2009, segna il suo primo gol in Premier League. Il 9 marzo dello stesso anno decise di sottoscrivere un triennale con i Magpies, che però a fine stagione retrocedono nella serie cadetta, la Championship.
Nella stagione 2009-2010, giocata in Championship, l'allenatore Chris Hughton scopre il suo reale potenziale e decide di lanciarlo come punta titolare. La scelta risulta azzeccata, e Carroll mette a segno ben 19 gol, risultando il miglior marcatore della squadra, e portando il Newcastle nuovamente nella massima serie.
Nella seconda partita del campionato 2010-2011 contro l'Aston Villa, giocata il 22 agosto 2010, mette a segno la sua prima tripletta in Premier League. Nell'ottobre dello stesso anno rinnova il proprio contratto con il Newcastle United firmando un quinquennale.

#### Liverpool
Il 31 gennaio 2011 viene acquistato dal Liverpool per 42 milioni di euro e diventa così il secondo giocatore inglese più pagato nella storia del calcio, alle spalle di Rio Ferdinand (il Manchester United lo prelevò dal Leeds per 47 milioni di euro nel 2002); sceglie di indossare la maglia numero 9. A causa di un infortunio alla coscia è però costretto a saltare i primi due mesi del 2011. Il 6 marzo seguente esordisce con la nuova maglia, nella vittoria per 3-1 contro i rivali del Manchester United ad Anfield. Il 12 aprile mette a segno i suoi primi due gol con i Reds, nella partita vinta per 3-0 contro il Manchester City. Termina la sua seconda stagione al Liverpool segnando 9 gol: 4 in Premier League, 4 in FA Cup ed 1 in League Cup.

#### West Ham Utd
Il 30 agosto 2012, il sito ufficiale del Liverpool conferma che il giocatore giocherà l'intera stagione 2012-2013 in prestito al West Ham. Segna la sua prima rete con la maglia degli Hammers il 25 novembre 2012, nel match perso contro il Tottenham per 1-3.
Il 19 giugno 2013, il West Ham ufficializza sul proprio sito il passaggio a titolo definitivo dell'attaccante, per 20 milioni di euro. Carroll diventa così l'acquisto più costoso della storia del club londinese. Il giocatore, a causa di un problema al calcagno, è stato però costretto a saltare tutta la prima parte della stagione 2013-2014. L'11 gennaio 2014 è tornato in campo per la prima volta dopo l'infortunio, subentrando al 72º minuto al compagno di squadra Carlton Cole, nella partita vinta dagli Hammers per 2-0 sul campo del Cardiff. Il 1º febbraio seguente, nella vittoria casalinga contro lo Swansea City (2-0), viene espulso al 59º minuto per aver colpito la testa di Chico con l'avambraccio. Il 1º marzo, nella sconfitta per 0-1 sul campo dell'Everton, si frattura l'anulare della mano destra. Il 15 marzo torna a segnare in Premier League, nella sconfitta per 1-3 contro lo Stoke City, a quasi un anno di distanza dall'ultima volta. Si ripete due settimane più tardi, siglando la rete del primo vantaggio nella vittoria per 2-1 sul campo del Sunderland.
Il 22 luglio 2014, durante un'amichevole prestagionale in Nuova Zelanda contro il Sydney, riporta un infortunio alla caviglia con interessamento ai legamenti, che lo costringe a quattro mesi di stop. L'8 novembre seguente fa il suo ritorno in campo dopo l'infortunio, nella partita pareggiata per 0-0 contro l'Aston Villa, subentrando al compagno Mark Noble al 90º minuto. Il 7 dicembre torna a segnare in campionato ad otto mesi di distanza dall'ultima volta, realizzando due gol nella vittoria per 3-1 contro lo Swansea. Per lui si tratta della prima doppietta dopo quasi due anni. L'11 febbraio 2015, durante il match contro il Southampton (0-0), è vittima di un infortunio al ginocchio sinistro che lo costringe a saltare il resto della stagione e parte di quella successiva.
Il 14 settembre 2015 torna in campo dopo otto mesi di assenza, nella vittoria per 2-0 contro il Newcastle, subentrando a Victor Moses all'87º minuto di gioco. Il 24 ottobre seguente torna a segnare in Premier League a nove mesi di distanza dall'ultima volta, nella vittoria interna per 2-1 contro il Chelsea. Il 2 gennaio 2016 realizza un gol contro il Liverpool, sua ex squadra, nella partita vinta dagli Hammers per 2-0 al Boleyn Ground. Il 19 marzo segna di nuovo al Chelsea, nel pareggio per 2-2 a Stamford Bridge. Il 9 aprile 2016, nel match pareggiato per 3-3 contro l'Arsenal, realizza una tripletta, la prima dopo quasi sei anni.

#### Ritorno al Newcastle
Svincolatosi dal West Ham dopo il mancato rinnovo contrattuale, l'8 agosto 2019 viene ingaggiato dal Newcastle, facendo ritorno nel club bianconero dopo otto anni. Il 25 giugno 2020 prolunga il suo contratto con il club fino a fine agosto. Il 3 gennaio 2021, segna il suo primo goal dal suo ritorno nel club bianconero, durante la sconfitta casalinga per 1–2 contro il Leicester City. Dopo due stagioni, il 30 giugno 2021 rimane svincolato.

#### Reading e West Bromwich
Il 15 novembre 2021 firma un accordo a termine fino alla metà del gennaio 2022 con il Reading.
Il 28 gennaio 2022 riparte dal West Bromwich, club di seconda divisione con cui firma un contratto a tempo, fino al 30 giugno 2022, rimanendo così svincolato.
A distanza di un anno circa, il 15 settembre 2022 ritorna al Reading, firmando un contratto fino alla metà del gennaio 2023.

#### Amiens e Bordeaux
Il 1º settembre 2023 si accasa ai francesi dell'Amiéns. Conclude la sua esperienza in bianconero con 35 presenze e 4 reti complessive.
Il 18 settembre 2024 decide di scendere in Championnat National 2 firmando per il Bordeaux.

#### Dag & Red
Il 12 luglio 2025 ritorna in Inghilterra, firmando un contratto con il Dag & Red, squadra di National League South, il sesto livello del calcio inglese.

### Nazionale
Nell'autunno del 2010 viene convocato in nazionale da Fabio Capello, esordendo il 17 novembre in un'amichevole persa per 1-2 contro la Francia.
Nell'estate del 2012 viene convocato da Roy Hodgson per il campionato europeo in Polonia; il 15 giugno realizza una rete nel match vinto per 3-2 contro la Svezia.
Disputa la sua ultima partita con i Tre Leoni il 12 ottobre seguente, nella vittoria per 5-0 contro San Marino; da quel momento non viene più convocato in nazionale.

## Statistiche

### Presenze e reti nei club
Statistiche aggiornate al 20 giugno 2025.
| Stagione                | Squadra                 | Campionato              | Campionato | Campionato | Coppe nazionali | Coppe nazionali | Coppe nazionali | Coppe continentali | Coppe continentali | Coppe continentali | Altre coppe | Altre coppe | Altre coppe | Totale | Totale |
| Stagione                | Squadra                 | Comp                    | Pres       | Reti       | Comp            | Pres            | Reti            | Comp               | Pres               | Reti               | Comp        | Pres        | Reti        | Pres   | Reti   |
| ----------------------- | ----------------------- | ----------------------- | ---------- | ---------- | --------------- | --------------- | --------------- | ------------------ | ------------------ | ------------------ | ----------- | ----------- | ----------- | ------ | ------ |
| 2006-2007               | Newcastle Utd           | PL                      | 4          | 0          | FACup+CdL       | 1+0             | 0+0             | UEL                | 2                  | 0                  | -           | -           | -           | 7      | 0      |
| 2007-gen. 2008          | Preston N.E.            | FLC                     | 11         | 1          | FACup+CdL       | 0+1             | 0+0             | -                  | -                  | -                  | -           | -           | -           | 12     | 1      |
| gen.-giu. 2008          | Newcastle Utd           | PL                      | 4          | 0          | FACup+CdL       | 2+0             | 0+0             | -                  | -                  | -                  | -           | -           | -           | 6      | 0      |
| 2008-2009               | Newcastle Utd           | PL                      | 14         | 3          | FACup+CdL       | 2+0             | 0+0             | -                  | -                  | -                  | -           | -           | -           | 16     | 3      |
| 2009-2010               | Newcastle Utd           | FLC                     | 39         | 17         | FACup+CdL       | 3+0             | 2+0             | -                  | -                  | -                  | -           | -           | -           | 42     | 19     |
| 2010-gen. 2011          | Newcastle Utd           | PL                      | 19         | 11         | FACup+CdL       | 0+1             | 0+0             | -                  | -                  | -                  | -           | -           | -           | 20     | 11     |
| gen.-giu 2011           | Liverpool               | PL                      | 9          | 2          | FACup+CdL       | 0+0             | 0+0             | UEL                | 2                  | 0                  | -           | -           | -           | 11     | 2      |
| 2011-2012               | Liverpool               | PL                      | 35         | 4          | FACup+CdL       | 6+6             | 4+1             | -                  | -                  | -                  | -           | -           | -           | 47     | 9      |
| Totale Liverpool        | Totale Liverpool        | Totale Liverpool        | 44         | 6          |                 | 12              | 5               |                    | 2                  | 0                  |             | 0           | 0           | 58     | 11     |
| 2012-2013               | West Ham Utd            | PL                      | 24         | 7          | FACup+CdL       | 0+0             | 0+0             | -                  | -                  | -                  | -           | -           | -           | 24     | 7      |
| 2013-2014               | West Ham Utd            | PL                      | 15         | 2          | FACup+CdL       | 0+1             | 0+0             | -                  | -                  | -                  | -           | -           | -           | 16     | 2      |
| 2014-2015               | West Ham Utd            | PL                      | 14         | 5          | FACup+CdL       | 2+0             | 0+0             | -                  | -                  | -                  | -           | -           | -           | 16     | 5      |
| 2015-2016               | West Ham Utd            | PL                      | 26         | 9          | FACup+CdL       | 4+1             | 0+0             | -                  | -                  | -                  | -           | -           | -           | 31     | 9      |
| 2016-2017               | West Ham Utd            | PL                      | 18         | 7          | FACup+CdL       | 1+0             | 0+0             | UEL                | 3                  | 0                  | -           | -           | -           | 22     | 7      |
| 2017-2018               | West Ham Utd            | PL                      | 16         | 3          | FACup+CdL       | 0+2             | 0+0             | -                  | -                  | -                  | -           | -           | -           | 18     | 3      |
| 2018-2019               | West Ham Utd            | PL                      | 12         | 0          | FACup+CdL       | 2+0             | 1+0             | -                  | -                  | -                  | -           | -           | -           | 14     | 1      |
| Totale West Ham United  | Totale West Ham United  | Totale West Ham United  | 126        | 33         |                 | 13              | 1               |                    | 3                  | 0                  |             | 0           | 0           | 142    | 34     |
| 2019-2020               | Newcastle Utd           | PL                      | 19         | 0          | FACup+CdL       | 2+0             | 0+0             | -                  | -                  | -                  | -           | -           | -           | 21     | 0      |
| 2020-2021               | Newcastle Utd           | PL                      | 18         | 1          | FACup+CdL       | 1+3             | 0+0             | -                  | -                  | -                  | -           | -           | -           | 22     | 1      |
| Totale Newcastle United | Totale Newcastle United | Totale Newcastle United | 117        | 32         |                 | 15              | 2               |                    | 2                  | 0                  |             | 0           | 0           | 134    | 34     |
| nov. 2021-gen. 2022     | Reading                 | FLC                     | 8          | 2          | FACup+CdL       | 0+0             | 0+0             | -                  | -                  | -                  | -           | -           | -           | 8      | 2      |
| gen.-giu. 2022          | West Bromwich           | FLC                     | 15         | 3          | FACup+CdL       | 0+0             | 0+0             | -                  | -                  | -                  | -           | -           | -           | 15     | 3      |
| set. 2022-2023          | Reading                 | FLC                     | 30         | 9          | FACup+CdL       | 2+0             | 0+0             | -                  | -                  | -                  | -           | -           | -           | 32     | 9      |
| lug.-ago. 2023          | Reading                 | LO1                     | 2          | 0          | FACup+CdL       | -               | -               | -                  | -                  | -                  | -           | -           | -           | 2      | 0      |
| Totale Reading          | Totale Reading          | Totale Reading          | 40         | 11         |                 | 2               | 0               |                    | 0                  | 0                  |             | 0           | 0           | 42     | 11     |
| ago. 2023-2024          | Amiens                  | L2                      | 28         | 4          | CF              | 3               | 0               | -                  | -                  | -                  | -           | -           | -           | 31     | 4      |
| lug.-ago. 2024          | Amiens                  | L2                      | 4          | 0          | CF              | -               | -               | -                  | -                  | -                  | -           | -           | -           | 4      | 0      |
| Totale Amiens           | Totale Amiens           | Totale Amiens           | 32         | 4          |                 | 3               | 0               |                    | -                  | -                  |             | -           | -           | 35     | 4      |
| ago. 2024 -2025         | Bordeaux                | CN2                     | 21         | 11         | CF              | 2               | 0               | -                  | -                  | -                  | -           | -           | -           | 23     | 11     |
| 2025 -2026              | Dagenham & Redbridge    | NLS                     | -          | -          |                 | -               | -               | -                  | -                  | -                  | -           | -           | -           | -      | -      |
| Totale carriera         | Totale carriera         | Totale carriera         | 405        | 100        |                 | 48              | 8               |                    | 7                  | 0                  |             | 0           | 0           | 460    | 108    |

### Presenze e reti in nazionale
| Cronologia completa delle presenze e delle reti in nazionale ― Inghilterra | Cronologia completa delle presenze e delle reti in nazionale ― Inghilterra | Cronologia completa delle presenze e delle reti in nazionale ― Inghilterra | Cronologia completa delle presenze e delle reti in nazionale ― Inghilterra | Cronologia completa delle presenze e delle reti in nazionale ― Inghilterra | Cronologia completa delle presenze e delle reti in nazionale ― Inghilterra | Cronologia completa delle presenze e delle reti in nazionale ― Inghilterra | Cronologia completa delle presenze e delle reti in nazionale ― Inghilterra |
| Data                                                                       | Città                                                                      | In casa                                                                    | Risultato                                                                  | Ospiti                                                                     | Competizione                                                               | Reti                                                                       | Note                                                                       |
| -------------------------------------------------------------------------- | -------------------------------------------------------------------------- | -------------------------------------------------------------------------- | -------------------------------------------------------------------------- | -------------------------------------------------------------------------- | -------------------------------------------------------------------------- | -------------------------------------------------------------------------- | -------------------------------------------------------------------------- |
| 17-11-2010                                                                 | Londra                                                                     | Inghilterra                                                                | 1 – 2                                                                      | Francia                                                                    | Amichevole                                                                 | -                                                                          | 72’                                                                        |
| 29-3-2011                                                                  | Londra                                                                     | Inghilterra                                                                | 1 – 1                                                                      | Ghana                                                                      | Amichevole                                                                 | 1                                                                          | 59’                                                                        |
| 6-9-2011                                                                   | Londra                                                                     | Inghilterra                                                                | 1 – 0                                                                      | Galles                                                                     | Qual. Euro 2012                                                            | -                                                                          | 89’                                                                        |
| 26-5-2012                                                                  | Oslo                                                                       | Norvegia                                                                   | 0 – 1                                                                      | Inghilterra                                                                | Amichevole                                                                 | -                                                                          |                                                                            |
| 15-6-2012                                                                  | Kiev                                                                       | Svezia                                                                     | 2 – 3                                                                      | Inghilterra                                                                | Euro 2012 - 1º turno                                                       | 1                                                                          |                                                                            |
| 19-6-2012                                                                  | Donec'k                                                                    | Inghilterra                                                                | 1 – 0                                                                      | Ucraina                                                                    | Euro 2012 - 1º turno                                                       | -                                                                          | 82’                                                                        |
| 24-6-2012                                                                  | Kiev                                                                       | Inghilterra                                                                | 0 – 0 dts (2 – 4 dtr)                                                      | Italia                                                                     | Euro 2012 - Quarti di finale                                               | -                                                                          | 60’                                                                        |
| 15-8-2012                                                                  | Berna                                                                      | Italia                                                                     | 1 – 2                                                                      | Inghilterra                                                                | Amichevole                                                                 | -                                                                          | 46’                                                                        |
| 12-10-2012                                                                 | Londra                                                                     | Inghilterra                                                                | 5 – 0                                                                      | San Marino                                                                 | Qual. Mondiali 2014                                                        | -                                                                          | 73’                                                                        |
| Totale                                                                     |                                                                            | Presenze                                                                   | 9                                                                          |                                                                            | Reti                                                                       | 2                                                                          |                                                                            |

## Palmarès
- Football League Championship: 1

Newcastle United: 2009-2010
- Football League Cup: 1

Liverpool: 2011-2012